# Millbergstjärnen
Millbergstjärnen är en sjö i Falu kommun i Dalarna och ingår i Gavleåns huvudavrinningsområde. Sjön har en area på 0,0729 kvadratkilometer och ligger 205,2 meter över havet.

## Delavrinningsområde
Millbergstjärnen ingår i det delavrinningsområde (672761-151066) som SMHI kallar för Mynnar i Hinsen. Medelhöjden är 256 meter över havet och ytan är 5,49 kvadratkilometer. Det finns inga avrinningsområden uppströms utan avrinningsområdet är högsta punkten. Vattendraget som avvattnar avrinningsområdet har biflödesordning 3, vilket innebär att vattnet flödar genom totalt 3 vattendrag innan det når havet efter 100 kilometer. Avrinningsområdet består mestadels av skog (88 procent). Avrinningsområdet har 0,12 kvadratkilometer vattenytor vilket ger det en sjöprocent på 2,1 procent.